# La casa de Mickey Mouse
La casa de Mickey Mouse (título original: Mickey Mouse Clubhouse) es una serie de televisión infantil educativa de dibujos animados estadounidense creada y producida por Disney Television Animation, que se emitió desde el 5 de mayo de 2006 hasta el 6 de noviembre de 2016 en Disney Channel. La serie fue creada por el veterano de Disney Bobs Gannaway. Se produjeron 125 episodios.
La producción del programa se suspendió durante cuatro meses en la primavera de 2009, debido a la muerte de Wayne Allwine, la voz de Mickey Mouse desde 1977. Bret Iwan le sucedió como voz de Mickey Mouse en inglés en los siguientes episodios y programas.

## Descripción
Mickey, Minnie, Donald, Daisy, Goofy y Pluto son las estrellas de la serie, que se centra en la interacción con el espectador para estimular la resolución de problemas. Ludwing von Pato, Chip y Dale, Pete, Clarabelle, Fígaro, Willie el Gigante, Butch el Bulldog, el Oso Humphrey, la Foca Salty y Mortimer Mouse han hecho apariciones a lo largo de la serie.
Cada episodio ayuda a los espectadores a "resolver un problema específico de la edad, utilizando los conceptos básicos, como la identificación de formas y contar hasta diez". La serie utiliza un plan de estudios de desarrollo cognitivo, social y creativo, y crea oportunidades de aprendizaje. Una vez que el problema del episodio ha sido explicado, Mickey invita a los espectadores a reunirse con él en el Mickeyordenador (España)/Mousketaller (Latinoamérica), un gigantesco dispositivo con forma de la cabeza de Mickey cuya principal función es distribuir las Mauske-herramientas (Latinoamérica)/Mickeyherramientas (España) del día (una colección de objetos necesarios para resolver el problema). Una vez que las herramientas se han mostrado en la pantalla, son rápidamente descargadas a Toodles (una pequeña extensión del Mickeyordenador/Mousketaller voladora con la forma de la cabeza de Mickey). Al llamar, "¡Oh, Toodles!" Mickey lo convoca desde donde se esconde y vuela hasta la pantalla de manera que el espectador puede elegir qué Mickeyherramienta/Mouskeherramienta necesita. Una de las herramientas es la “Mickeyherramienta/Mouskeherramienta Misteriosa", que es una herramienta sorpresa representados por un signo de interrogación. 
Mickey y sus amigos han aparecido previamente en la televisión en Mickey Mouse Works (1999-2000) y House of Mouse (2001-2003). 
El espectáculo cuenta con dos canciones originales realizadas por They Might Be Giants, incluyendo el tema de apertura, en el que una variante de un canto de Mickey Mouse Club ("Mishka Mushka Mickey Mouse") se utiliza para llamar a la casa. They Might Be Giants también interpreta la canción utilizada al final del show, "Hot Dog!" (¡Que bien! (Latinoamérica/¡Ahí va! (España)), que se hace eco de las primeras palabras de Mickey en el corto The Kid Karnival, de 1929, referencia que se pierde en los doblajes al español latino y castellano.
Este es el debut oficial de los principales personajes de Disney en la televisión en forma de animación por computadora (excepto Donald, que apareció en CGI en el corto "Computer.Don", en Mickey Mouse Works). Los personajes aparecieron con anterioridad en CGI en 2003 en el parque Magic Kingdom, y en 2004 en la película para vídeo Mickey's Twice Upon a Christmas. Sin embargo, en esta encarnación, las versiones 3D de Mickey y Minnie son más fieles al elaborado original, en que sus orejas permanecen como círculos perfectos independientemente de la forma en que vuelvan la cabeza.

## Estructura del programa
- Mickey saluda a los niños y pregunta si quieren entrar a la casa. Espera a que respondan y dice: Pues adelante, ¡Vamos! (Latinoamérica)/Pues muy bien, ¡Vamos allá! (España). Le pide a la audiencia que haga aparecer la casa diciendo las palabras Meeska Mooska Mickey Mouse, pide que lo repitan, aparece la casa y empieza el abierto.
- Da la bienvenida a la casa y a veces aparece la sección llamada “Es la Foto” que hay que formar cierta imagen ubicada en un tablero como puzle (esta foto tiene que ver con el episodio). En la nueva temporada, también aparece una sección similar, en la cual también se muestra algo alusivo al episodio.
- Mickey y sus amigos tienen un problema y pide a la audiencia su ayuda. Acto seguido, Mickey va al Mickeyordenador/Mousketaller donde canta una canción alusiva a éste y se guardan las Mickeyherramientas/Mouskeherramientas en Toodles.
- Allí empieza la aventura, en donde los niños participan haciendo diferentes cosas. Cuando se necesita alguna cosa se llama a Toodles diciendo ¡Oh, Toodles! para que traiga las Mickeyherramientas/Mouskeherramientas y juntos los personajes y la audiencia puedan elegir la adecuada.
- Cuando termina el episodio los personajes bailan la Mickeydanza/Mouskemarcha, y las voces en apagado la cantan. Todos se van bailando a su estilo, desaparece la casa y Mickey se despide de los niños, normalmente con un "¡Nos vemos muy pronto!". A partir de la segunda temporada, en los créditos dan un resumen del capítulo, un juego o una canción.

## Reparto

### Principales
- Mickey Mouse (con la voz de Wayne Allwine 2006-09, y Bret Iwan 2009-16): es el líder optimista y tranquilo de Los Seis Sensacionales. Mickey es muy paciente y cariñoso, especialmente con su perro Pluto. Es consciente de sí mismo y de alguna manera, adopta una disposición similar a la de Bugs Bunny. Él es el novio de Minnie Mouse
- Minnie Mouse (con la voz de Russi Taylor): es la novia de Mickey Mouse. A menudo es propensa a que la pongan en experiencias exageradas.
- Pato Donald (con la voz de Tony Anselmo): es el mejor amigo de Mickey, irascible pero afable. A menudo se muestra que muestra un mal genio que se provoca fácilmente. Él es el novio de la Pata Daisy
- Goofy (con la voz de Bill Farmer): el mejor amigo tonto pero bien intencionado de Mickey. A menudo es propenso a la mayoría de las payasadas presentadas en esta serie.
- Pata Daisy (con la voz de Tress MacNeille): es la novia de Donald que tiende a enojarse por sus numerosas payasadas.
- Pluto (con la voz de Bill Farmer): es el perro mascota leal pero fácilmente celoso de Mickey. Su archienemigo es Butch el Bulldog, cuyo dueño se revela como Pete.
- Toodles (con la voz de Rob Paulsen): es uno de los equipos de Mickey que usa para presentar las mouske-herramientas de cada episodio que generalmente suelen ser cuatro y algunas veces tres o cinco, Obtiene una cara, una personalidad, un interés amoroso y una voz en la tercera temporada.

### Secundario
- Pete (con la voz de Jim Cummings)
- Chip y Dale (con la voces de Tress MacNeille y Corey Burton respectivamente)
- Ludwing von Pato (con la voz de Corey Burton)
- Clarabelle (con la voz de April Winchell)
- Willie el Gigante (con la voz de Will Ryan)
- Mickey marciano (con la voz de Wayne Allwine 2006-09, y Bret Iwan 2009-16)
- Minnie marciana (con la voz de Russi Taylor)
- Quoodles (con la voz de Russi Taylor)
- Goofbot (con la voz de Bill Farmer)
- Santa Claus (con la voz de Dee Bradley Baker)
- Sra. Claus (con la voz de Tress MacNeille)
- Fígaro, Butch el Bulldog, Mr. Pettibone y Bella (con la voz de Frank Welker)

## Producción
Mickey Mouse fue interpretado originalmente por Wayne Allwine con Bret Iwan asumiendo el papel luego de la muerte de Allwine en 2009 (sin embargo, el episodio final que presentó a Allwine como Mickey se estrenó póstumamente el 28 de septiembre de 2012). Bill Farmer, el actor de voz de Goofy y Pluto, dijo en febrero de 2014 que la grabación de diálogos para nuevos episodios ha cesado, pero que "pasará bastante tiempo antes de que el programa se quede sin nuevos episodios para la televisión. Hemos estado en el aire constantemente desde 2006 y comenzamos a grabar en 2004. Por lo tanto, siempre hay un largo tiempo de preparación entre la grabación y la visualización en la televisión. Así que no se preocupen, aún queda más por venir, simplemente no estamos haciendo más".

## Episodios
| Temporadas | Temporadas | Episodios | Estados Unidos          | Estados Unidos           |
| Temporadas | Temporadas | Episodios | Comienzo                | Final                    |
| ---------- | ---------- | --------- | ----------------------- | ------------------------ |
|            | Piloto     | Piloto    | 15 de noviembre de 2005 | 15 de noviembre de 2005  |
|            | 1          | 27        | 5 de mayo de 2006       | 27 de julio de 2007      |
|            | 2          | 40        | 26 de enero de 2010     | 20 de febrero de 2010    |
|            | 3          | 32        | 27 de febrero de 2010   | 28 de septiembre de 2012 |
|            | 4          | 26        | 5 de noviembre de 2012  | 6 de noviembre de 2016   |

## Recepción

### Recepción de la crítica
La casa de Mickey Mouse recibió críticas mixtas a positivas, Common Sense Media calificó el programa con 4 de 5 estrellas: "Los padres deben saber que La casa de Mickey Mouse es una serie animada diseñada para ayudar a los niños en la edad preescolar a adquirir habilidades de resolución de problemas y matemáticas tempranas, y lo hace así que de una manera divertida y emocionante. Aunque el programa está muy centrado en el aprendizaje, es atractivo sin ser intimidante".
David Perlmutter en The Encyclopedia of American Animated Television Shows dice que el programa "fue otro caso más de personaje de dibujo animado antiguos que se avergonzaban de sí mismo para el disfrute delos niños de la edad preescolar en un formato muy simplificado. Si bien demostró el gran atractivo de la marca Disney, también indicó que esta marca podría verse comprometida como cualquier otra a través de la asociación con un producto inferior".

### Elogios
| Año  | Premio                               | Categoría                                                                           | Destinatarios y nominados | Resultados | Ref           |
| ---- | ------------------------------------ | ----------------------------------------------------------------------------------- | --- | ---------- | ------------- |
| 2010 | Premios Annie                        | Mejor producción de televisión animada para niños                                   | La casa de Mickey Mouse | Nominado   | [ 7 ]         |
| 2011 | Premios Daytime Emmy                 | Serie Infantil Preescolar Sobresaliente                                             | La casa de Mickey Mouse | Nominado   | [ 8 ] [ 9 ]   |
| 2011 | Premios Daytime Emmy                 | Artista destacado en un programa animado                                            | Bill Farmer - Para la voz de Goofy | Nominado   | [ 8 ] [ 9 ]   |
| 2011 | Premios Daytime Emmy                 | Destacada dirección musical y composición                                           | Mike Himelstein Michael Turner | Nominado   | [ 8 ] [ 9 ]   |
| 2012 | Premios Annie                        | Mejor Producción de Televisión Animada - Preescolar                                 | La casa de Mickey Mouse | Nominado   | [ 10 ]        |
| 2013 | Premios iKids                        | Mejor Serie Web/Aplicación                                                          | La casa de Mickey Mouse - Para el episodio "Road Rally Appisode"                                                                               | Ganador    | [ 11 ]        |
| 2013 | Premios Detrás de los Actores de Voz | Mejor Conjunto Vocal en una Serie de Televisión - Infantil/Educativo                | Bret Iwan, Tony Anselmo, Bill Farmer, Russi Taylor, Tress MacNeille, Jim Cummings, Corey Burton, April, Winchell, Dee Bradley Baker, Will Ryan | Ganador    | [ 12 ]        |
| 2014 | Premios Detrás de los Actores de Voz | Mejor Conjunto Vocal en una Serie de Televisión - Infantil/Educativo                | Bret Iwan, Tony Anselmo, Bill Farmer, Russi Taylor, Tress MacNeille, Jim Cummings, Corey Burton, April, Winchell, Dee Bradley Baker, Will Ryan | Nominado   | [ 13 ]        |
| 2014 | Premios Detrás de los Actores de Voz | Mejor interpretación vocal femenina en una serie de televisión: infantil/educativa  | Russi Taylor - Para la voz de Minnie Mouse | Nominado   | [ 13 ]        |
| 2014 | Premios Detrás de los Actores de Voz | Mejor interpretación vocal femenina en una serie de televisión: infantil/educativa  | April Winchell - Para la voz de Clarabella | Nominado   | [ 13 ]        |
| 2014 | Premios Detrás de los Actores de Voz | Mejor interpretación vocal masculina en una serie de televisión: infantil/educativa | Bill Farmer - Para la voz de Goofy | Nominado   | [ 13 ]        |
| 2014 | Premios Detrás de los Actores de Voz | Mejor interpretación vocal masculina en una serie de televisión: infantil/educativa | Tony Anselmo - Para la voz de Pato Donald | Nominado   | [ 13 ]        |
| 2015 | Premios Emmy                         | Artista destacado en un programa animado                                            | Dick Van Dyke - Para la voz de Captain Goof Beard                                                                                              | Nominado   | [ 14 ] [ 15 ] |

## Spin-off
Minnie's Bow-Toons es una serie derivada que se estrenó en el otoño de 2011 y concluyó en 2016. Se emitió en el bloque de programación diurno de Disney Junior para audiencias más jóvenes. Se basa en el episodio "Minnie's Bow-tique" de La casa de Mickey Mouse y describe las continuas aventuras de Minnie en los negocios como propietaria de su propia tienda, que fabrica y vende lazos para prendas de vestir y decoración de interiores con su amiga Daisy. Ella interactúa con muchos de los personajes que se ven en la serie La casa de Mickey Mouse.